# Medole
Medole és un municipi de la província de Màntua (regió de la Llombardia, Itàlia).
Medole limita amb els municipis de Castel Goffredo, Castiglione delle Stiviere, Cavriana, Ceresara, Guidizzolo i Solferino.
Pertanyen al municipi les frazioni d'Annunciata, Barcaccia, Ca' Fattori, Ca' Morino, Campo di Medole, Colla, Confini, Crocevia, Gelmina, Rassica, San Damaso, Sassi, Soldana, Tibaldo i Vanni.

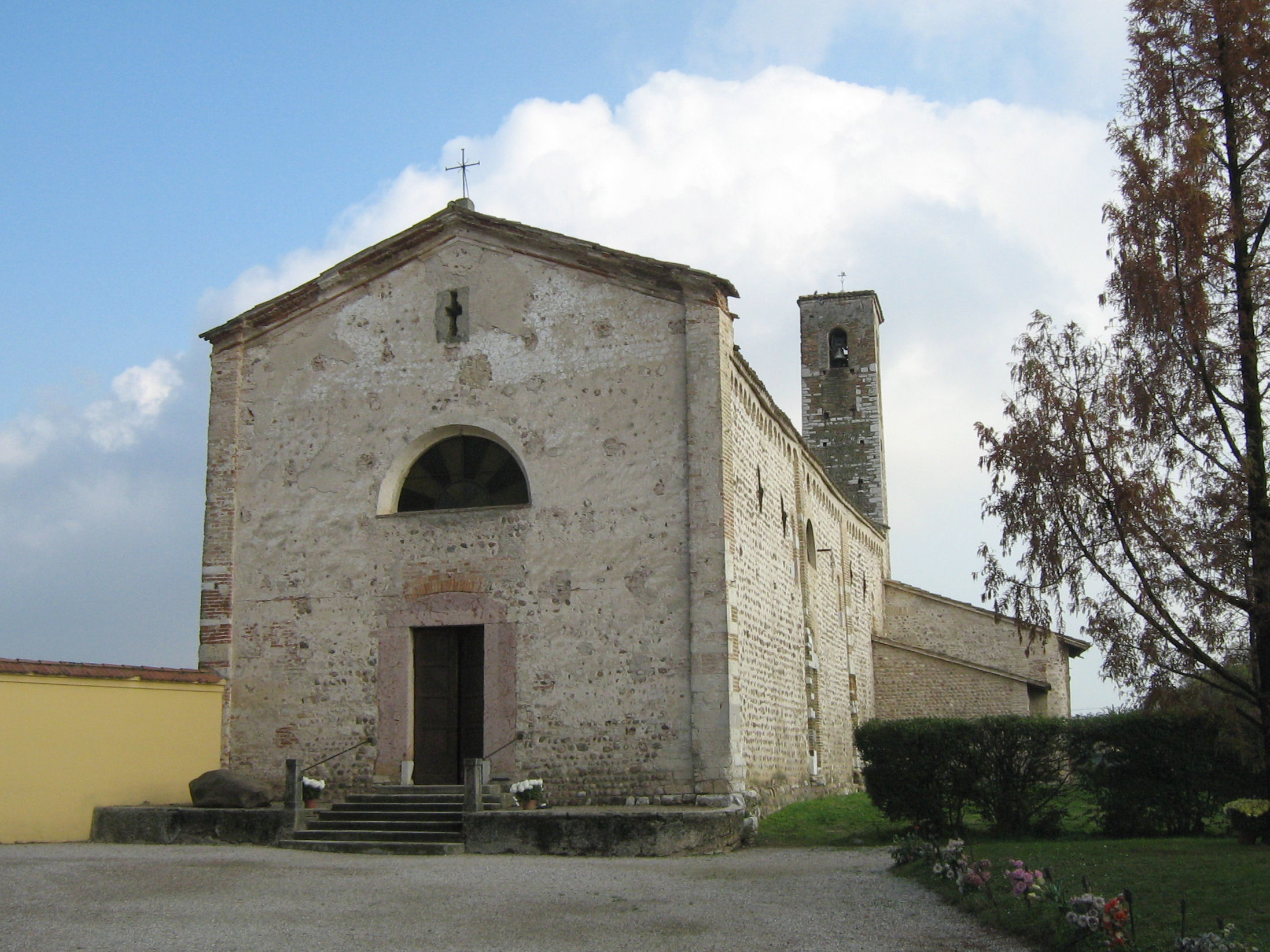
Pieve di Sta. Maria
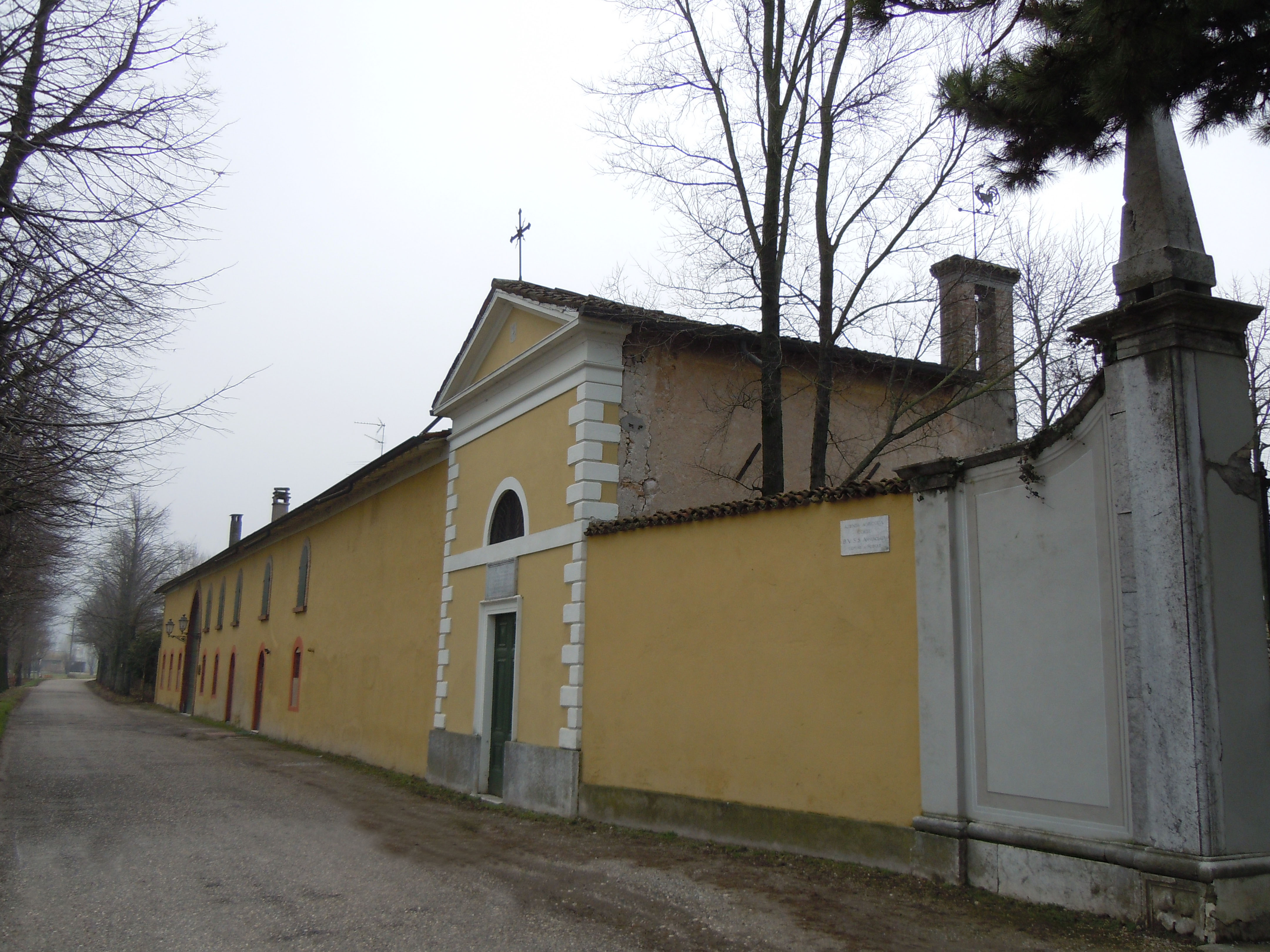
Convento dell'Annunciata
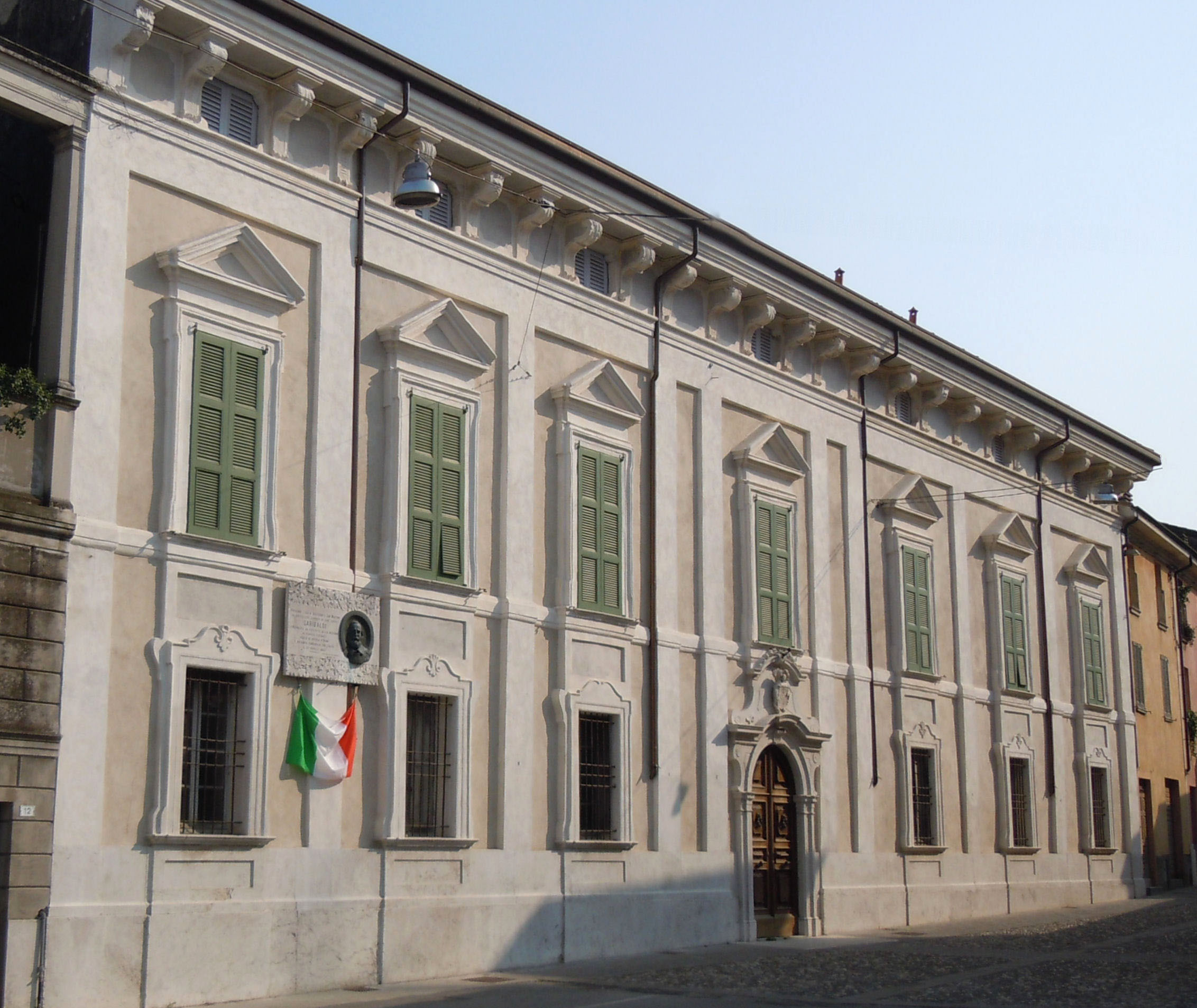
Palazzo Ceni
Localització de Medole a la província de Màntua